# Macropleurodus
Genre
Macropleurodus est un genre de poissons de la famille des Cichlidae.

## Liste des espèces
Selon ITIS (1 Fev. 2016) :
- Macropleurodus bicolor (Boulenger, 1906)

FishBase (1 Fev. 2016) et Catalogue of Life (1 Fev. 2016) ne reconnaissent pas ce genre, et considèrent cette espèce comme synonyme de Haplochromis bicolor.